# Нуїксут (Аляска)
Нуїксут (англ. Nuiqsut) — місто (англ. city) в США, в окрузі Норт-Слоуп штату Аляска. Населення — 512 особи (2020).

## Географія
Нуїксут розташований за координатами 70°13′2″ пн. ш. 150°59′44″ зх. д. / 70.21722° пн. ш. 150.99556° зх. д. (70.217102, -150.995545).  За даними Бюро перепису населення США в 2010 році місто мало площу 24,40 км², уся площа — суходіл. В 2017 році площа становила 23,02 км², уся площа — суходіл.

### Клімат
Місто знаходиться у зоні, котра характеризується континентальним субарктичним кліматом. Найтепліший місяць — липень із середньою температурою 9.9 °C (49.9 °F). Найхолодніший місяць — лютий, із середньою температурою -26.9 °С (-16.5 °F).
| Клімат Нуїксута         | Клімат Нуїксута | Клімат Нуїксута | Клімат Нуїксута | Клімат Нуїксута | Клімат Нуїксута | Клімат Нуїксута | Клімат Нуїксута | Клімат Нуїксута | Клімат Нуїксута | Клімат Нуїксута | Клімат Нуїксута | Клімат Нуїксута | Клімат Нуїксута |
| Показник                | Січ.            | Лют.            | Бер.            | Квіт.           | Трав.           | Черв.           | Лип.            | Серп.           | Вер.            | Жовт.           | Лист.           | Груд.           | Рік             |
| Середній максимум, °C   | −21,7           | −23,1           | −22,4           | −12,2           | −1,3            | 10,6            | 14,6            | 10,9            | 4,5             | −5,7            | −14,9           | −19,2           | −6,6            |
| Середня температура, °C | −26,1           | −26,9           | −26,1           | −16,7           | −4,5            | 6,2             | 9,9             | 7,3             | 2,1             | −7,8            | −18,8           | −22,8           | −10,3           |
| Середній мінімум, °C    | −30,5           | −30,7           | −29,7           | −21,1           | −7,7            | 1,9             | 5,3             | 3,7             | −0,3            | −9,9            | −22,6           | −26,5           | −13,9           |
| ----------------------- | --------------- | --------------- | --------------- | --------------- | --------------- | --------------- | --------------- | --------------- | --------------- | --------------- | --------------- | --------------- | --------------- |
| Джерело: Weatherbase    |                 |                 |                 |                 |                 |                 |                 |                 |                 |                 |                 |                 |                 |

## Демографія
Згідно з переписом 2010 року, у місті мешкали 402 особи в 114 домогосподарствах у складі 84 родин. Густота населення становила 16 осіб/км².  Було 136 помешкань (6/км²).
Расовий склад населення:
| - 87,1 % — корінних американців - 10,0 % — білих - 0,2 % — чорних або афроамериканців |

До двох чи більше рас належало 2,7 %. Частка іспаномовних становила 0,0 % від усіх жителів.
За віковим діапазоном населення розподілялося таким чином: 28,4 % — особи молодші 18 років, 65,6 % — особи у віці 18—64 років, 6,0 % — особи у віці 65 років та старші. Медіана віку мешканця становила 25,2 року. На 100 осіб жіночої статі у місті припадало 107,2 чоловіків;  на 100 жінок у віці від 18 років та старших — 107,2 чоловіків також старших 18 років.
Середній дохід на одне домашнє господарство  становив 89 844 долари США (медіана — 80 938), а середній дохід на одну сім'ю — 82 076 доларів (медіана — 70 000). Медіана доходів становила 56 250 доларів для чоловіків та 31 750 доларів для жінок. За межею бідності перебувало 6,2 % осіб, у тому числі 5,1 % дітей у віці до 18 років та 0,0 % осіб у віці 65 років та старших.
Цивільне працевлаштоване населення становило 117 осіб. Основні галузі зайнятості: публічна адміністрація — 29,1 %, освіта, охорона здоров'я та соціальна допомога — 19,7 %, транспорт — 12,0 %, будівництво — 11,1 %.